# Pia Stutzenstein
Pia Stutzensteinová, nepřechýleně Pia Stutzenstein (* 14. března 1989, Cáchy, Severní Porýní-Vestfálsko, Německo) je německá televizní, filmová a divadelní herečka.
Narodila se v Cáchách, vyrůstala v Nideggenu. Žije v Kolíně nad Rýnem. Od 25. série, 1. epizody je novým seriálovým partnerem Erdoğana Atalaye (Semir Gerkhan) v televizním seriálu Kobra 11 (Alarm für Cobra 11 - Die Autobahnpolizei).

## Filmografie
- 2007: Emotions, krátký film
- 2011: Radisson Blu Media Harbor – 3 Engel für Radisson, firemní video
- 2012: Toshiba – ZL2 3D-TV. EM 2012, komerční
- 2012: Alles was zählt, televizní seriál, RTL
- 2012, 2013: Unter uns, televizní seriál, RTL
- 2013: Steinel GmbH – Grilly Billy, několik internetových spotů, komerční
- 2014: Frau ohne Liebe, krátký film
- 2015: Soapstar – Eine Luftpumpe will nach oben, internetový seriál, RTL II
- 2015: Comedy Rocket, internetový seriál, RTL
- 2016: Olivovník
- 2016: Luke! Die Woche und ich
- 2017: SOKO Köln – televizní seriál, ZDF
- 2017: Wishlist
- 2017: Deich TV
- 2018: Alles auf eine Karte
- 2018: Einstein, 3. řada
- 2019: Případ Collini
- 2019: Das Traumschiff, televizní seriál, ZDF
- 2020: Dunkelstadt, televizní seriál ZDF
- 2020: Heldt, televizní seriál, ZDF
- 2020: Im Schatten das Licht, televizní film Sat. 1
- 2020: Die Kanzlei, televizní seriál ARD
- Od 2020: Kobra 11, televizní akční seriál RTL
- 2021: Kreuzfahrt ins Glück - Hochzeitsreise in die Toskana